# Agrotis injuncta
Agrotis injuncta är en fjärilsart som beskrevs av Walker 1865. Agrotis injuncta ingår i släktet Agrotis och familjen nattflyn. Inga underarter finns listade i Catalogue of Life.